# 아르민 라셰트

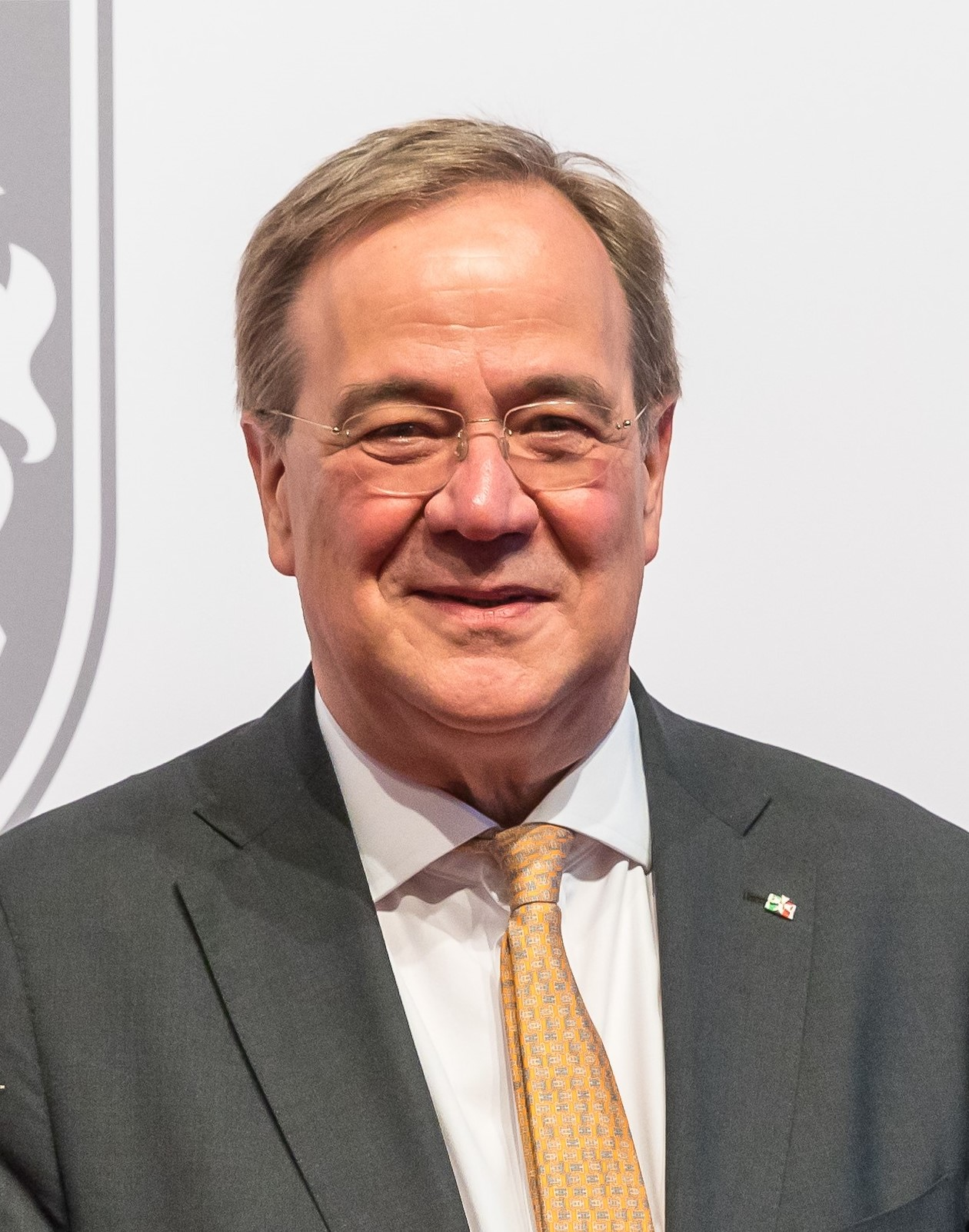
아르민 라셰트 (2023년)

아르민 라셰트(독일어: Armin Laschet, 1961년 2월 18일 ~ )는 독일의 정치인으로 2017년 6월 27일 이래 노르트라인베스트팔렌주의 총리를 역임하고 있는 중이다. 2021년 1월 16일 안네그레트 크람프카렌바우어의 뒤를 이어 독일 기독교민주연합(CDU; 이하 기민련)의 대표로 선출되었다.
정계 입문 전 본 대학교, 뮌헨 대학교에서 법학을 전공했으며, 졸업 후 언론인으로 활동했다. 1994년 국회의원으로 당선되었고, 1999년에는 유럽 의회 의원으로 당선되었다. 2005년 노르트라인베스트팔렌주의회 의원으로 선출되었다. 주정부 내각에서 장관을 맡으면서 자유주의적 성향, 이민자들과의 원만한 관계 유지 등으로 "터키인 아르민"이라는 별명을 얻기도 했다. 2012년 기민련 노르트라인베스트팔렌주당 위원장으로 선출되었으며, 2017년에는 주총리로 선출되었다. 현재 기민련과 자민당 연정을 이끌고 있는 중이다.
2021년 1월 16일 기민련 전당대회 2차 투표에서 52.8%의 득표율로 프리드리히 메르츠를 꺾고 기민련의 새 대표로 선출되었다. 결과는 우편 투표를 통해 확정되며, 22일 최종 결과가 발표될 예정이다.
아헨에서 왈롱의 독일계 천주교인 집안에서 태어났으며, 조부모 둘 다 벨기에인의 후손이다. 프랑스계 왈롱인의 후손으로 어린 시절 천주교 어린이 합창단에서 만난 주자네 말랑그레와 결혼했다.

## 역대 선거 결과
| 선거명      | 직책명                      | 대수 | 정당                | 득표율 | 득표수 | 결과 | 당락                             |
| ----------- | --------------------------- | ---- | ------------------- | ------ | ------ | ---- | -------------------------------- |
| 2017년 선거 | 노르트라인베스트팔렌의 총리 | 11대 | 독일 기독교민주연합 | 57.29% | 114표  | 1위  | 노르트라인베스트팔렌 주총리 당선 |